# Концерт в летнюю ночь
Концерт в летнюю ночь (нем. Sommernachtskonzert) — традиционный концерт Венского филармонического оркестра, ежегодно проводимый в мае-июне в столице Австрии Вене, в парке у дворца Шёнбрунн.
Концерт проходит под открытым небом, сцена устанавливается у фонтана Нептуна. Начало концерта — с наступлением сумерек, примерно в 20.30 CET. Вход на концерт организован заранее и является бесплатным для всех желающих. Цель мероприятия — сделать классическую музыку доступной для широкого круга слушателей и увеличить число её поклонников. В 2012 году аудитория концерта составила не менее 100 000 зрителей. Концерт транслируется телекомпанией ORF в прямом эфире или в записи более чем в 70 странах мира.

## История
Впервые мероприятие было организовано федеральным правительством Австрии 25 мая 2004 года и приурочено к расширению Европейского Союза. Соответственно, первоначально оно было названо «Концерт для Европы». Дирижёром стал Бобби Макферрин, а программа состояла из классических произведений композиторов восьми европейских стран.
С 2008 года концерт обрёл нынешнее название. C 2009 года эксклюзивным спонсором мероприятия является компания «Rolex».
Ежегодно для проведения концерта организаторами приглашается дирижёр с мировым именем, в некоторые годы в концерте участвуют также специально приглашённые солисты (музыканты, вокалисты и артисты балета).
Традиционно мероприятие посещают руководители австрийского государства — президент, канцлер, вице-канцлер, а также многие члены парламента Австрии. Гостями концерта 2007 года были также бывший президент США Билл Клинтон и голливудская актриса Шэрон Стоун.
В 2011 году во время подготовки и проведения концерта был организован сбор средств для пострадавших и родственников жертв землетрясения в Японии.

## Репертуар
Репертуар концерта составляет музыка на заранее заявленную тему. Концерт может быть посвящён какому-либо композитору, юбилей которого приходится на данный год, или, как, например, в 2007 году — русской оперной музыке. Среди композиторов, чьи произведения регулярно исполняет оркестр на концерте — Рихард Вагнер, Пётр Ильич Чайковский, Рихард Штраус, Гектор Берлиоз, Игорь Стравинский, Роберт Шуман, Ференц Лист. В финальной части концертов часто звучит музыка австрийской династии Штраусов.
Финальное произведение в программе концерта сопровождается красочным фейерверком.

## Погода
Поскольку концерт проходит под открытым небом, немаловажное значение имеет погода в день его проведения. Каждый год на случай плохой погоды предусмотрена запасная дата. Информация о переносе концерта на резервную дату доводится до зрителей на официальном сайте мероприятия. Несмотря на такую политику, за всё время около половины концертов прошли в прохладную погоду, иногда сопровождавшуюся дождём. Тем не менее, публика, как правило, остаётся верна представлению независимо от погоды — мероприятие посещают десятки тысяч поклонников классической музыки и просто туристов.